# Nohfelden
Nohfelden é um município da Alemanha localizado no distrito de Sankt Wendel, estado do Sarre.